# Raga (condado)
Raga é um condado do estado de Lol, que foi criado em 2015 pelo presidente Salva Kiir numa nova subdivisão feita no Sudão do Sul.
Raga juntamente com os condados de Rio Jur e Wau formava o antigo estado de Bar-El-Gazal Ocidental. Em novembro de 2015 foi incorporado aos condados de Aueil do Norte e Aueil Ocidental, que faziam parte do antigo Bar-El-Gazal do Norte para formarem o novo estado de Lol.